# Primo ufficiale (aeronautica)

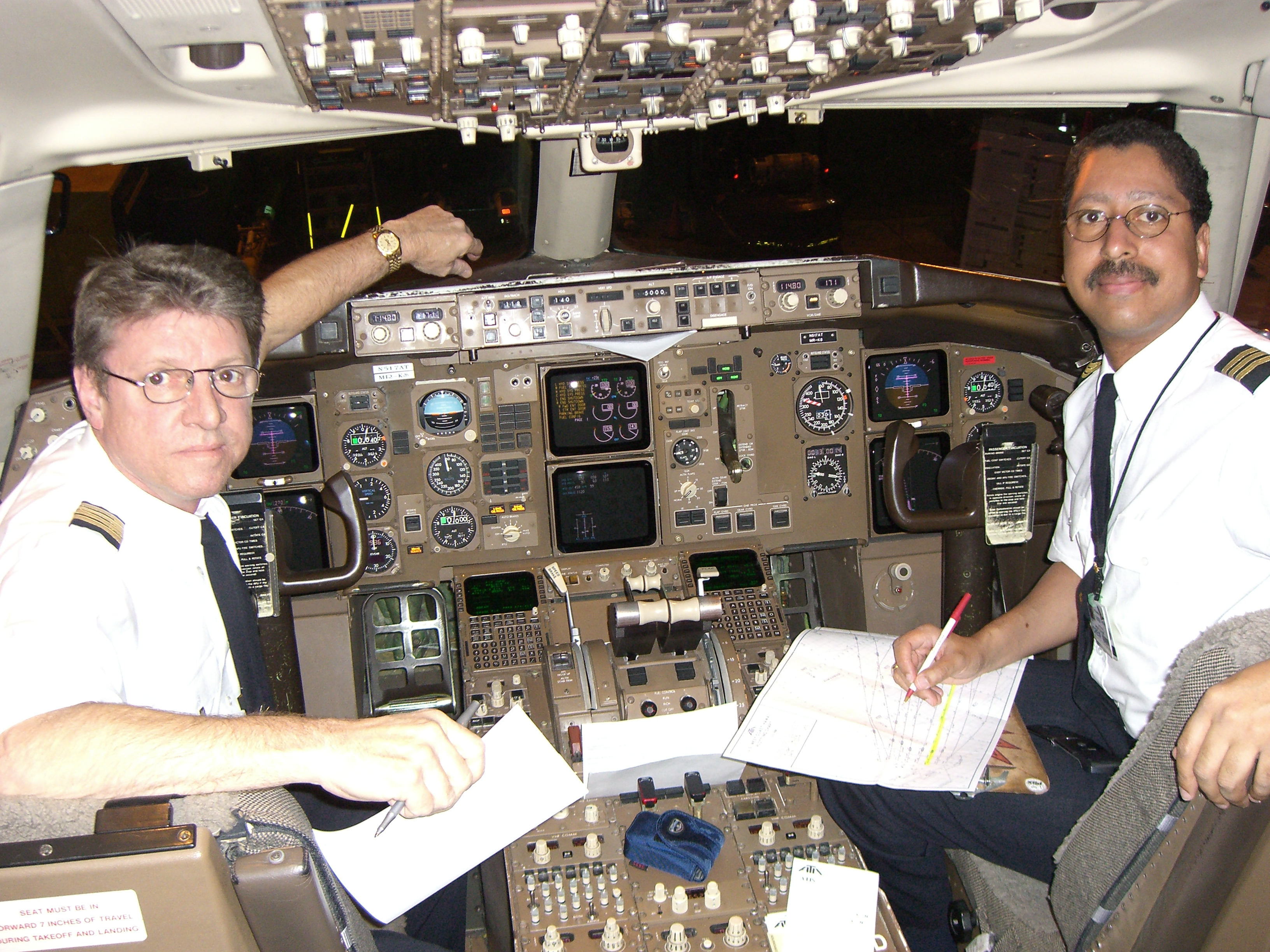
Comandante (a sinistra) e primo ufficiale (a destra).

Il primo ufficiale o copilota di un aereo è un pilota che affianca il comandante di volo all'interno dell'equipaggio di un aeromobile. Si tratta di una figura di supporto al comandante di volo e svolge una serie di compiti fondamentali durante una missione aerea, e generalmente siede a destra del comandante.

## Ruolo e responsabilità
Il primo ufficiale:
- Supporta il comandante durante tutte le fasi del volo (decollo, crociera, atterraggio)
- È responsabile dell'esecuzione delle procedure di volo, della gestione dei sistemi dell'aeromobile e della supervisione delle operazioni di navigazione
- Gestisce i sistemi di bordo e le comunicazioni radio
- Supervisiona la navigazione e le condizioni meteorologiche
- Interviene in caso di emergenza
- Assume il comando se il comandante è impossibilitato

## Formazione e requisiti
Per diventare primo ufficiale è necessario:
- Aver compiuto 18 anni
- Superare un esame medico di Classe 1 condotto da esaminatori medici aeronautici certificati [3]

- Conseguire una laurea in ingegneria aerospaziale o simili
- Frequentare un'accademia di volo riconosciuta
- Ottenere la licenza di pilota commerciale
- Accumulare esperienza come secondo pilota

## Divisa e distintivi
Il primo ufficiale è riconoscibile dalle tre strisce dorate presenti sulla sua divisa.

## Evoluzione del ruolo
Con l'automazione dei sistemi di volo, il numero di membri dell'equipaggio si è ridotto. Oggi, la maggior parte degli aerei commerciali opera con due piloti: comandante e primo ufficiale.